# Vismia glabra
Vismia glabra är en johannesörtsväxtart som beskrevs av Hipólito Ruiz López och Pav.. Vismia glabra ingår i släktet Vismia och familjen johannesörtsväxter. Inga underarter finns listade i Catalogue of Life.